# Ray Brown
Raymond Matthews Brown, conhecido como Ray Brown (Pittsburgh, 13 de Outubro de 1926 - Indianápolis, 2 de Julho de 2002) foi um músico norte-americano de jazz.

## Biografia
Nasceu em Pittsburgh, Pensilvânia. Começou aprendendo piano, mas decidiu-se pelo baixo por considerá-lo mais fácil e acabou por aprender a tocar o instrumento de ouvido, sem o auxílio de professores. Decidiu tentar a sorte em Nova York. Acabou por ingressar numa big band com Duke Ellington. Aos dezenove anos conheceu um dos maiores trompetistas do jazz, Dizzy Gillespie, entrando na banda de Dizzy, ao lado de Charlie Parker e Bud Powell. Participando junto com Gillespie do filme Jiving in Bebop, de 1947.
Participou de 1951 a 1966 do Oscar Peterson Trio, viajando ao redor de todo o mundo para tocar, se apresentado ao lado dos grande nomes do Jazz.
Após o término do Oscar Peterson Trio, mudou-se para Los Angeles onde atuou como empresário de vários artistas e bandas, sem deixar de tocar e gravar. Com o Ray Brown Trio, se apresentou em vários concertos ao lado de Gene Harris.

## Vida Pessoal

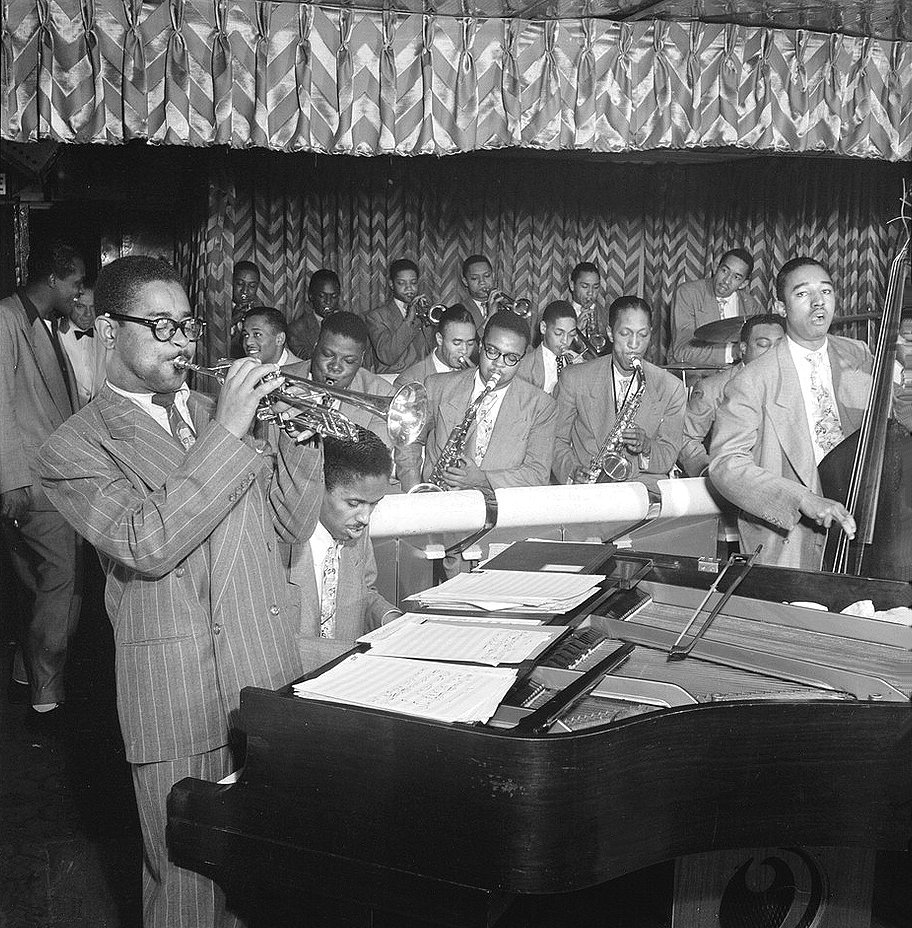
Portrait of Dizzy Gillespie, John Lewis, Cecil Payne, Miles Davis, and Ray Brown, Downbeat, New York, N.Y. (between 1946 and 1948) (photographed by William Gottlieb)

Em dezembro de 1947 casou-se com a famosa cantora Ella Fitzgerald. Eles haviam se conhecido durante a turnê com a banda de Dizzy Gillespie, um ano antes. Apesar de diversos tratamentos, Ella não conseguiu engravidar, ficando muito decepcionada. Então o casal decidiu adotar o sobrinho de sua esposa, filho de Frances, que havia sido mãe solteira e não tinha condições financeiras de cuidar da criança. Eles, então, registraram e batizaram o menino de Ray Brown Jr. Como Fitzgerald e Brown estavam sempre envolvidos com turnês e gravações, a criança acabou sendo criada pela tia-avó de Ella, Virgínia, mas Ella e o marido sempre visitavam o menino, que os chamava de pai e mãe, e lhe proporcionavam uma vida digna. Após o falecimento da tia-avó de sua então esposa, sua cunhada Frances voltou para buscar o filho, e Ella e Brown passaram a ajudá-los financeiramente. Divorciou-se amigavelmente de Ella Fitzgerald em 1953, devido às diversas pressões pelas quais as carreiras artísticas de ambos passavam no período, o que afetava a vida pessoal deles - embora tenham continuado a se apresentar juntos. Ray não voltou a se casar, apenas manteve relacionamentos casuais. 

## Falecimento
O artista faleceu dormindo, vítima de parada cardíaca, antes de um concerto, em 2002, na época em que realizava uma turnê. Em 2003, seu nome foi colocado no Hall da Fama do Jazz. 

## Discografia
| Lançamento | Título                                  | Gravadora    |
| 1956       | Bass Hit!                               | Norgran      |
| 1965       | Ray Brown with Milt Jackson             | Verve        |
| 1979       | Live At Concord Jazz Festival           | Concord Jazz |
| 1984       | Soular Energy                           | Groove Note  |
| 1988       | Two Bass Hits!                          | Capri        |
| 1989       | Black Orpheus                           | Evidence     |
| 1995       | Seven Steps to Heaven                   | Telarc       |
| 1998       | Some of my Best Friends are... Singers! | Telarc       |
| 1999       | Christmas Songs With Ray Brown          | Telarc       |
| 1999       | Ultimate Ray Brown                      | Polygram     |
| 2000       | The Duo Sessions                        | Concord Jazz |
| 2002       | The Best of Concord Years               | Concord Jazz |
| 2003       | Live From New York to Tokyi             | Concord Jazz |